# Rodrigo Mannara
Rodrigo Martín Mannara (Lanús, 24 dicembre 1979) è un ex calciatore argentino, di ruolo attaccante.